# たむらしげる
たむら しげる（本名：田村 茂、1949年11月26日 - ）は、日本の絵本作家、イラストレーター、映像作家。東京都大田区蒲田生まれ。

## 経歴
幼少期から青年期までを東京都八王子市片倉で過ごす。桑沢デザイン研究所修了。パッケージ・デザイナーとしてトッパン・アイデアセンターに入社。4年後、絵本「ありとすいか」を出版と同時に退社、イラストレーター、絵本作家の道に進む。
初期には漫画雑誌ガロに漫画作品を発表し、それらの作品が後に発表する幻想的な作品群の原点となる。宮沢賢治や稲垣足穂などの影響を受けながらも、独自の世界を創作。
1990年代に入ると映像作品などメディアを超えて活動するようになった。CD-ROM「Amusement Planet PHANTASMAGORIA」の箱庭のような小さな惑星や、映像作品「銀河の魚」の不思議な郷愁を感じる水の中の町、「クジラの跳躍」の時が静止してガラス玉になった海のしずくなどに、たむらのセンスがよく現れている。
2000年以降は福音館書店の雑誌絵本を中心に作品を発表している。
2017年に発表した「よるのおと」（偕成社）は、少年時代に体験した感動が結晶化したような絵本で、たむらの新境地と言える。

## 作品

### 絵本
- 『ありとすいか』ポプラ社
- 『よるのさんぽ』架空社
- 『ファンタスマゴリア』
- 『うちゅうスケート』メディアファクトリー、1998年[1]
  - 2014年に復刊ドットコムより復刊[1]
- 『サンタのおもちゃ工場』メディアファクトリー
- 『ロボットのくにSOS』福音館書店
- 『ダーナ』ほるぷ出版
- 『おばけのコンサート』福音館書店
- 『すなのおしろ』偕成社
- 『まじょのケーキ』あかね書房
- 『ランスロットとパブロくん』偕成社
- 『かたつむりタクシー』福音館書店
- 『ごろんごゆきだるま』福音館書店]
- 『よるのおとなど』偕成社

### 画集、画文集
- 『メタフィジカル・ナイツ』架空社
- 『サイレントヴィジョン』河出書房新社
- 『星の旅行記』小学館
- 『虹のコレクション』小学館
- 『水晶山脈』アノニマスタジオ
- 『象の思い出』アノニマスタジオ
- 『モービー・ディック航海記』ソニーマガジンズ
- 『夢の結晶系』架空社
- 『夢の旅』静山社

### 漫画作品集
- 『フープ博士の月への旅』青林堂
- 『スモール・プラネット』青林堂
- 『氷河鼠の毛皮』ふゅーじょんぷろだくと、原作：宮沢賢治
- 『結晶星』青林工藝舎
- 『ファンタスマゴリア デイズ』メディアファクトリー
- 『水晶狩り』河出書房新社

### 映像作品
- 『銀河の魚』アニプレックス
- 『Amusement Planet PHANTASMAGORIA』（CD-ROM/愛があれば大丈夫）
- 『クジラの跳躍』バンダイビジュアル
- 『ア・ピース・オブ・ファンタスマゴリア』バンダイビジュアル

### 他
- テレビ情報誌「TVステーション」（ダイヤモンド社）の表紙イラストレーションを1988年より長期に渡って描いている。
- TBS系報道番組『ブロードキャスター』のオープニングアニメーションでも知られる。
- みんなのうた「ゆうやけ星」アニメーション[2]
- ハウス食品、シチューTV-CFシリーズ（6作品）
- 中学英語教科書「NEW CROWN」（三省堂）表紙を、4期16年間担当。

## 受賞作品
- メタフィジカル・ナイツ（架空社）: 第40回小学館絵画賞
- 銀河の魚
  - 第48回毎日映画コンクール 大藤信郎賞
  - Montreux, International Electronic Cinema Festival 特別賞
- 「Amusement Planet PHANTASMAGORIA」: 第一回AMDアウォード・グランプリ郵政大臣賞（デジタルメディア協会）
- クジラの跳躍 : 第2回文化庁メディア芸術祭アニメーション部門大賞
- よるのおと（偕成社）
  - 第65回産経児童出版文化賞大賞
  - 第7回JBBY賞受賞
  - 第27回桑沢特別賞